# Gökalp Seçal
Gökalp Seçal (* 27. Juli 1985 in Tokat) ist ein türkischer Fußballspieler.

## Karriere
Seçal begann mit dem Vereinsfußball in der Nachwuchsabteilung von Tokatspor, dem Verein seiner Heimatstadt Polatlı. 2003 wurde er in die 1. Männermannschaft aufgenommen und spielte für diese acht Jahre lang in der TFF 3. Lig bzw. TFF 2. Lig. Während dieser Zeit schaffte er mit seinem Verein zweimal den Aufstieg in die TFF 2. Lig.
Im Sommer 2011 verließ Seçal nach acht Jahren Tokatspor und wechselte innerhalb der Liga zu Bandırmaspor.
Zur Saison 2013/14 wechselte Seçal in die türkische TFF 2. Lig zu Alanyaspor. Mit diesem Verein beendete er die Saison als Playoff-Sieger und stieg in die TFF 1. Lig auf.
Im Sommer 2015 wechselte er zum Drittligisten Gümüşhanespor.

## Erfolge
Mit Tokatspor
- Meister der TFF 3. Lig und Aufstieg in die TFF 2. Lig: 2007/08
- Play-off-Sieger der TFF 3. Lig und Aufstieg in die TFF 2. Lig: 2005/06

Mit Alanyaspor
- Play-off-Sieger der TFF 2. Lig und Aufstieg in die TFF 1. Lig: 2013/14